# هيتي جرين
هيتى جرين (بالإنجليزية: Hetty Green)‏ وتلقب بساحرة وول ستريت هي سيدة أعمال أمريكية عرفت بأنها كانت أغنى امرأة في الولايات المتحدة الأمريكية.

## سيرتها
كانت هيتي غرين امرأة شديدة الثراء بل الأكثر ثراءً على وجه الأرض والأكثر بخلاً على الإطلاق. تعددت الروايات والقصص عن مدى بخلها ويقال أنها لم تنفق أي قرش أبدًا، وتسببت في بتر ساق ابنها لأنها ظلت تبحث عن عناية طبية مجانية.
ولدت هيتي غرين الملقبة بـ «ساحرة شارع وول ستريت» في 21 نوفمبر 1834 في نيو بدفورد، ماساتشوستس وتوفيت في 3 يوليو 1916، لأسرة مسيحية على مذهب الكويكرز. وكانت سيدة أعمال أميركية، اشتهرت خلال العصر الذهبي كونها أول امرأة أميركية ساهمت في ازدهار وول ستريت.
اشتهرت عائلتها بامتلاكها لأسطول لصيد الحيتان الكبيرة وباستفادتها من تجارة الصين.
في سن الثانية، انتقلت هيتي للعيش مع جدها بسبب مرض والدتها وفي سن السادسة كانت تقرأ الوثائق المالية لجدها. وعندما بلغت سن الـ 13، أصبحت هيتي محاسبة الأسرة الثرية. وفي سن الـ 15، دخلت مدرسة في بوسطن.
عندما توفي والدها في عام 1864، ورثت منه 7.5 ملايين دولار (ما يعادل 107 ملايين دولار في عام 2010) استثمرتها في سندات حرب خلال الحرب الأهلية.
عندما سمعت أن عمتها سيلفيا تركت وصية للتبرع بـ مليوني دولار للأعمال الخيرية، رفعت هيتي دعوة لشكها في صحة الوصية وقدمت وصية سابقة ذكر فيها أن المبلغ لصالح هيتي وعليها بند يلغى بموجبه أي وصية بعدها، وربحت هيتي الدعوة وتحول الرصيد لصالحها، واعتبرت المحكمة الوصية الأخيرة مزورة.
في سن الـ33، تزوجت إدوارد هنري غرين، وهو من عائلة ثرية في ولاية فيرمونت. وجعلته يوقع على تعهد للتخلي عن جميع حقوقه في الإرث من مالها قبل الزواج في 11 يوليو 1867. وأنجبت منه طفلين هما إدوارد روبنسون عام 1868 الملقب بـ (نيد غرين) وهيتي سيلفيا عام 1871.
تعددت الروايات عن مدى بخل هيتي غرين. إذ قيل أنها لم تكن تستخدم المياه الساخنة وكانت ترتدي رداءً أسود لم تغيره إلا عندما بُلي تمامًا. وقيل انها لم تكن تغسل يديها وكانت تعيش على تناول فطيرة تكلفتها سنتان فقط. وفي رواية يقال أنها أمضت نصف الليل تبحث على طابع فقدته بقيمة سنتين. كما كانت لا تغسل إلا الأماكن المتسخة من ثيابها لتوفير المياه ومبلغ الصابون.
كانت هيتي تنفذ جميع أعمالها التجارية الخاصة في إحدى مكاتب بنك سيبورد الوطني في نيويورك، وسط مجموعة كبيرة من الأمتعة والحقائب المليئة بالوثائق الخاصة بها، وذلك حتى لا تضطر لدفع إيجار مكتب خاص.
كانت هيتي سيدة أعمال ناجحة نشطت بشكل رئيسي في قطاع العقارات، واستثمرت في السكك الحديدية، وكانت مصدراً ماديا اعتمدت عليه مدينة نيويورك في عدة مناسبات، خاصة خلال الركود الاقتصادي عام 1907، وقيل أنها قدمت حينها شيكا بمبلغ 1.1 مليون دولار لمساعدة المدينة، دفعت لها في عائدات سندات قصيرة الأمد. وكانت تسافر آلاف الأميال وحدها، لتحصيل دين من بضع مئات الدولارات، في عصر كانت النساء لا تسافرن إلا بمرافق.
وأثر بخلها وجشعها بشكل كبير على عائلتها الصغيرة، إذ تعرض طفلها نيد لكسر في ساقه عندما كان طفلا، وحاولت هيتي علاجه في عيادة مجانية للفقراء. ويقول البعض أنها كانت تعالج جروحه بنفسها حتى اضطر الأطباء لبتر ساقه بسبب إصابته بالغرغرينا. ويكذب البعض هذه الرواية ورجحوا أن ساق الطفل بترت بعد سنوات من العلاج غير الناجح.
توفيت هيتي غرين في سن الـ81 في مدينة نيويورك، ودخلت موسوعة جينيس للأرقام القياسية العالمية بلقب «أبخل شخصية في العالم»، ويقال أنها توفيت من سكتة عندما تشاجرت مع خادمة اختلفت معها في فضائل الحليب منزوع الدسم. رواية نفتها بعض الكتب التي ذكرت أن هيتي توفيت بعد تعرضها لسلسلة من السكتات الدماغية منذ شجارها مع طباختها التي رغبت في توظيف صديقة مقربة لها.
قدرت ثروة هيتي بعد وفاتها بين 100 إلى 200 مليون دولار (أو ما يعادل 1,9 إلى 3.8 مليار دولار في عام 2006)، مما جعلها أغنى امرأة في العالم في ذلك الوقت.

## وصلات خارجية
- حكاية أبخل امرأة في التاريخ بلغت ثروتها 2.3 تريليون دولار على موقع بي بي سي عربي